# Солдак Іван Володимирович
Солдак Іван Володимирович (нар. 5 липня 1960, с. Товсте, Тернопільська область) — громадський діяч, юрист, правоохоронець, учасник російсько-української війни, екс-помічник командира добровольчого батальйону спецпризначення «Свята Марія» - позивний  "Берест",  перший керівник Тернопільського округу ГО «Всеукраїнський союз ветеранів АТО», радник керівника штабу ГО «Всеукраїнський союз ветеранів АТО» по західному регіону, полковник у відставці, учасник бойових дій, командир добровольчого формування Хоростківської територіальної громади № 1, керівник ГО "Добровольчий Батальйон Хоростківщини".

## Життєпис
Служив у військах та органах МВС. Обіймав посади: начальника карного розшуку, першого заступника по оперативній роботі, начальника Гусятинського районного відділу, начальника Чортківського міжрайонного (6-го) відділу по боротьбі з організованою злочинністю УМВС України в Тернопільській області. Був заступником, першим заступником начальника УМВС України в Івано-Франківській області, виконував обов'язки начальника УМВС у цій же області.
Перший заступник начальника УМВС України в Рівенській області, виконував обов'язки начальника УМВС України в цій же області. Закінчив Івано-Франківську ССШМ МВС СРСР, Українську академію внутрішніх справ, освіта вища юридична, правознавець.
1982 році нагороджений державною нагородою за затримання злочинця, який чинив збройний опір. В 1989 році брав участь в Збройних конфліктах на території центральної Азії. Нагороджений державною нагородою. Надавав допомогу та особисто знімався в декількох епізодах художнього фільму Олеся Янчука «Нескорений» про командира УПА Романа Шухевича та боротьбу українського народу за незалежність України.
Звільнений у відставку з органів внутрішніх справ у 2002 році. Керівник політичної партії В.Онопенка БЮТ, за результатами виборів пройшов до Гусятинської районної ради та Хоростківської міської ради, до цього був депутатом однієї із селищних рад. У 2014 році з початком російсько-української війни командир 4 і 5 загонів територіальної оборони Гусятинського району, волонтер 24 штурмового батальйону «Айдар» ЗСУ, доброволець — помічник командира добровольчого батальйону спецпризначення «Свята Марія» - позивний  "Берест",  учасник оборони міста Маріуполя, учасник антитерористичної операції. Працівник Національної академії внутрішніх справ. Засновник та перший керівник Тернопільського обласного округу ГО «Всеукраїнський союз ветеранів АТО».
Радник керівника штабу ГО «Всеукраїнський союз ветеранів АТО» по західному регіону, з 25 лютого 2022 року командир добровольчого формування.

## Нагороди і відзнаки
- Орден Богдана Хмельницького ІІІ ступеня,
- Орден Данила Галицького[1],
- Медаль «Захиснику Вітчизни»,
- Відзнака Президента України «За участь в антитерористичній операції»,
- Відзнака Президента України «За гуманітарну участь в антитерористичній операції»,
- Нагрудний знак «Ветеран війни» (Україна),
- Державні нагороди СРСР: орден і дві медалі.
- Нагороди СНД: медаль Учаснику локальних воєн.
- Відомчі заохочувальні відзнаки МВС СРСР, МВС України та Асоціації ветеранів МВС України.
- Відзнаки громадських та релігійних організацій
- Вища нагорода ВГО «Країна» Орден «За мужність і відвагу»[2].
- Відзнака Тернопільської міської ради.

## Творчість
- Автор і кавалер Ордена "Лицарський Хрест Добровольця".
- Автор Ордена  "Вітчизняна війна за незалежність України 2014 року".
- Автор Пам'ятного нагрудного знака "Україна — антитерористична операція".
- Автор Медалі Добровольчого Батальйону спецпризначення "Свята Марія".
- Автор знака "Учасник бойових дій".
- Автор медалі Добровольчого Батальйону особливого призначення "Тернопіль".
- Автор Почесного знака Добровольчого Батальйону спецпризначення "Свята Марія".